# Ptilodoxa
Ptilodoxa is een geslacht van vlinders van de familie grasmineermotten (Elachistidae).

## Soorten
- P. lorigera Meyrick, 1921